# Lancelot Royle
Sir Lancelot Carrington Royle KBE (ur. 31 maja 1898 w Barnet, zm. 19 czerwca 1978 w Londynie) – brytyjski przedsiębiorca, w młodości lekkoatleta (sprinter), wicemistrz olimpijski z 1924.
Ukończył Harrow School w 1916. Następnie służył w Royal Field Artillery we Francji podczas I wojny światowej. 
Na igrzyskach olimpijskich w 1924 w Paryżu zdobył srebrny medal w sztafecie 4 × 100 metrów za zespołem Stanów Zjednoczonych], a przed Holandią (sztafeta brytyjska biegła w składzie: Harold Abrahams, Walter Rangeley, Wilfred Nichol i Royle). Na tych samych igrzyskach Royle startował również w biegu na 100 metrów, dochodząc do ćwierćfinału.
Był wicemistrzem Wielkiej Brytanii (AAA) w biegu na 100 jardów w 1922 i brązowym medalistą w 1924.
Podczas igrzysk olimpijskich w Paryżu trzykrotnie poprawiał rekord Wielkiej Brytanii w sztafecie 4 × 100 metrów, doprowadzając go do wyniku 41,2 s 13 lipca 1924. Wynik z eliminacji, 42,0 s, był nawet przez jeden dzień rekordem świata.
Z powodzeniem kierował wieloma sieciami sprzedaży detalicznej. Przez dwanaście lat był prezesem NAAFI. W 1944 został rycerzem komandorem Orderu Imperium Brytyjskiego.